# Henri Chéneau
Henri Alfred Chéneau, né le 2 mai 1845 à Paris et mort le 22 septembre 1909 à Arcueil, est un homme politique français.

## Biographie
Riche héritier, il vit une partie de l'année dans son Château de Brécy. Maire de Brécy, conseiller général du canton des Aix-d'Angillon, il est député du Cher de 1881 à 1885, siégeant à gauche au sein de la majorité opportuniste, participant à la fondation du groupe de la Gauche radicale. Il ne se représente pas en 1885.